# Феназин
Феназин (дибензопиразин, 9,10-диазаантрацен) — органическое вещество, относящееся к гетероциклическим конденсированным соединениям.

## Физические и химические свойства
Феназин представляет собой кристаллическое вещество жёлтого цвета, способное возгоняться, в том числе с водяным паром, обладает способностью фосфоресцировать. Хорошо растворяется в ацетоне, горячем этаноле и хлороформе, хуже растворим в бензоле, холодном этаноле и диэтиловом эфире, плохо растворим в воде.
Феназин проявляет свойства слабого основания (pKb = 1,23) и в концентрированных растворах кислот образует окрашенные феназиниевые соли. Способен образовывать молекулярные соли с 1,3,5-тринитробензолом, нитрофенолами, гидрохиноном, резорцином, пирокатехином.
Из-за наличия в ароматическом кольце двух атомов азота, феназин в реакции электрофильного замещения (нитрование, сульфирование) вступает с большим трудом и при жёстких условиях.
Феназин способен восстанавливаться (например, при действии алюмогидрида лития, гидросульфита натрия, водородом на палладии на угле или на платине в пиридине) до неустойчивого 5,10-дигидрофеназина и окисляться (в частности, пероксидом водорода в уксусной кислоте) до 5,10-феназиндиоксида и далее до хиноксалин-2,3-дикарбоновой кислоты.

## Получение и применение
Феназин получают реакцией конденсации о-хинона с о-фенилендиамином в среде безводного диэтилового эфира:
Производные феназина получают реакцией внутримолекулярной циклизации замещённых дифениламинов:
Сам феназин и его производные проявляют антибиотическую активность, а также способны переносить кислород в ряде процессов метаболизма. Они также выступают в роли индикаторов (например, производное феназина нейтральный красный) и красители (азиновые красители).